# James Pennethorne
James Pennethorne (né le 4 juin 1801 et mort le 1er septembre 1871) est un architecte de Londres au XIXe siècle, particulièrement connu pour ses constructions de bâtiments et de parcs au centre de la ville.

## Travaux

### Bâtiments
- Christ Church, sur Albany Street (1836)[1]
- La fin de la construction de villas dans Regent's Park (commencées par John Nash, mais terminées par James Pennethorne après sa mort en 1835)
- Le Museum of Practical Geology, sur Jermyn Street (de 1847 à 1849)
- Le Public Record Office, sur Chancery Lane (de 1851 à 1858, devenu maintenant la Bibliothèque Maughan dans le King's College)
- La salle de bal du palais de Buckingham (1854)
- L'aile ouest de la Somerset House (de 1849 à 1856)
- Des modifications à la National Gallery de Londres (de 1860 à 1869)
- L'Army Staff College, à l'Académie royale militaire de Sandhurst (1862)
- Des modifications à la Marlborough House (aujourd'hui siège du Commonwealth Secretariat) (1863)
- 6 Burlington Gardens (en) (de 1867 à 1870)

### Parcs
- Le Kennington Park (en), dans le Sud de Londres
- Le Victoria Park (de 1842 à 1846)
- Le Battersea Park, dans le Sud de Londres (de 1846 à 1864, dessiné avec John Gibson (en))